# Cassinga
Cassinga és una comuna del municipi de Jamba de la província de Huíla. Està situada en una vella i important carretera de dues direccions de Jamba a Huambo.

## Importància de la localitat
Un dels viatges d'exploració del Dorsland Trek va creuar Cassinga en 1874. Encara hi ha un monument per recordar els trekkboer que van morir durant aquest viatge.
La comuna va ser un centre miner de ferro i en menor mesura d'or durant la colonització portuguesa, ja que va ser construïda sobre una mina ferro dels enginyers Krupp. Així, en 1957 es funda la Companhia Mineira do Lobito a fi d'explotar les mines de ferro de Jamba, Cassinga i Chamutete. Posteriorment l'explotació se cedeix a la brasilera Krupp. Entre 1966 i 1967, es va completar una segona terminal d'extracció a Saco, una badia just a 12 kilòmetres al nord de Moçâmedes, (actualment Namibe). El desenvolupament de la instal·lació fou confiat a Krupp i SETH, una subsidiària portuguesa de la danesa Højgaard & Schultz. Moçâmedes allotjava treballadors expatriats, enginyers estrangers i les seves famílies durant dos anys fins que es van extraure les primeres 250.000 tones de mineral en 1967. Més tard a conseqüència de la Guerra Civil angolesa les mines van ser abandonades.
Durant la Guerra de la Frontera de Sud-àfrica Cassinga va ser seu d'un important centre del SWAPO. Segons el Comitè Internacional de la Creu Roja era un centre de refugiats que fugien de la guerra en Namíbia i també una base de reclutament i entrenament de tropes.
En el segle xxi una empresa japonesa ha proposat reobrir la línia fèrria per continuar l'explotació de les mines.

### La matança de Cassinga
El 4 de maig de 1978 les Forces de Defensa de Sud-àfrica helitransportades dels Recces arriben a la base de SWAPO a Cassinga i realitzen un fort atac. La base era per als sud-africans un centre logístic de SWAPO i pels namibis un camp de refugiats, segons el CICR era ambdues coses alhora. Van localitzar el campament i van enviar diverses unitats dels Recces que van saltar en paracaigudes sobre la posició, començant la primera d'una sèrie d'operacions a l'interior d'Angola tot i que també se n'atribueix la seva execució al Batalló dels Búfals. La intervenció va ser més perillosa del que suposaven els sud-africans perquè a pocs quilòmetres de Cassinga estava acantonat un contingent cubà del que no tenien constància. Finalment els Recces van destruir el campament i van prendre un miler de presoners; però la intervenció va resultar una matança que empetiteix a la dels estatunidencs a My Lai. La força d'elit sud-africana es va acarnissar amb la població civil, matant més de 600 refugiats, inclosos dones, nens i ancians incapaços de defensar-se.
Des de llavors Namíbia commemora tots els anys el dia com a símbol de la seva lluita per la independència, el dia de Cassinga.